# Respect (lied)
"Respect" is een door Otis Redding geschreven liedje, waarmee de Amerikaanse zangeres Aretha Franklin in 1967 een grote hit scoorde.

## Otis Reddings versie
"Respect" werd in 1965 door Stax/Volt uitgegeven als tweede single van Otis Reddings album Otis Blue: Otis Redding Sings Soul.

### Geschiedenis
Redding schreef het liedje in een dag en het arrangeren nam twintig minuten in beslag. De oorspronkelijke versie werd op een dag in de zomer van 1965 opgenomen. Op 15 augustus 1965 gaf Stax Records deze als single uit, met op de B-kant "Ole Man Trouble". Op de B-kant van de Britse versie stond "I've Been Loving You Too Long". De single bereikte de 35ste plaats in de Amerikaanse hitlijst en de vierde plaats in de lijst voor rhythm-and-blues. "Respect" was na "I've Been Loving You Too Long" de tweede hit van Redding. Hij bracht het ten gehore op het Monterey Pop Festival. In een interview in september 1967, twee maanden voor zijn voortijdige overlijden, vertelde hij dat "Respect" een van zijn favoriete liedjes was. In zijn bluesversie pleit hij voor respect en erkenning door een vrouw.

### Musici
- Otis Redding - zang
- Steve Cropper - gitaar
- Isaac Hayes - toetsen
- Al Jackson, Jr. - drums
- Andrew Love - saxofoon
- Gene Miller - trompet
- Floyd Newman - saxofoon
- William Bell - achtergrondzang
- Earl Sims - achtergrondzang

## Aretha Franklins versie
"Respect" werd in april 1967 door Atlantic Records uitgegeven als tweede single van Aretha Franklins album I Never Loved a Man the Way I Love You.

### Geschiedenis
Franklins versie werd op 14 februari 1967 in een studio in Manhattan (New York) opgenomen. Naast Franklin en de andere muzikanten waren producent Jerry Wexler, arrangeur Arif Mardin en opnametechnicus Tom Dowd aanwezig. Op dezelfde dag namen ze de liedjes "Drown in My Own Tears" (van Ray Charles), "A Change Is Gonna Come" (van Sam Cooke), "Don't Let Me Lose This Dream" (met haar toenmalige echtgenoot Ted White als gitarist) en "Baby, Baby, Baby" (met haar zuster Carolyn Franklin als achtergrondzangeres) op. Van "Respect" werd het instrumentale gedeelte als eerste opgenomen, waarbij Franklin een ruwe versie van het liedje zong en de muzikanten haar begeleidden. Dit gedeelte werd waarschijnlijk in een paar keer opgenomen. Een meer gepolijste zangpartij nam ze vervolgens apart op, terwijl de muzikanten plaatsnamen in de controlekamer van de opnamestudio.
De single was een zeer groot succes. Er werden meer dan een miljoen exemplaren van verkocht. In juni 1967 werd "Respect" een Amerikaanse nummer één-hit. In de hitlijst voor rhythm-and-blues en soul stond de single acht weken lang op de eerste plaats. Het liedje fungeerde als anthem voor zowel de Afro-Amerikaanse burgerrechtenbeweging als de tweede feministische golf. Volgens The Oxford encyclopedia of women in world history werd "Respect" later beschouwd als een van de belangrijkste Amerikaanse liedjes uit de twintigste eeuw. Het muziekblad Rolling Stone plaatste "Respect" in 2004 op de vijfde plaats in een lijst van de vijfhonderd beste liedjes aller tijden.

### Musici
- Aretha Franklin - zang
- Jimmy Johnson - gitaar
- Tommy Cogbill - basgitaar
- Roger Hawkins - drums

- Melvin Lastie - kornet
- Charlie Chalmers - saxofoon
- King Curtis - saxofoon
- Willie Bridges - saxofoon

- Spooner Oldham - toetsen
- Carolyn Franklin - achtergrondzang
- Erma Franklin - achtergrondzang

### Hitnoteringen

#### UK Singles Chart
| Hitnotering in de UK Singles Chart: 10-06-1967 t/m 09-09-1967 | Hitnotering in de UK Singles Chart: 10-06-1967 t/m 09-09-1967 | Hitnotering in de UK Singles Chart: 10-06-1967 t/m 09-09-1967 | Hitnotering in de UK Singles Chart: 10-06-1967 t/m 09-09-1967 | Hitnotering in de UK Singles Chart: 10-06-1967 t/m 09-09-1967 | Hitnotering in de UK Singles Chart: 10-06-1967 t/m 09-09-1967 | Hitnotering in de UK Singles Chart: 10-06-1967 t/m 09-09-1967 | Hitnotering in de UK Singles Chart: 10-06-1967 t/m 09-09-1967 | Hitnotering in de UK Singles Chart: 10-06-1967 t/m 09-09-1967 | Hitnotering in de UK Singles Chart: 10-06-1967 t/m 09-09-1967 | Hitnotering in de UK Singles Chart: 10-06-1967 t/m 09-09-1967 | Hitnotering in de UK Singles Chart: 10-06-1967 t/m 09-09-1967 | Hitnotering in de UK Singles Chart: 10-06-1967 t/m 09-09-1967 | Hitnotering in de UK Singles Chart: 10-06-1967 t/m 09-09-1967 | Hitnotering in de UK Singles Chart: 10-06-1967 t/m 09-09-1967 | Hitnotering in de UK Singles Chart: 10-06-1967 t/m 09-09-1967 |
| Week:                                                         | 1                                                             | 2                                                             | 3                                                             | 4                                                             | 5                                                             | 6                                                             | 7                                                             | 8                                                             | 9                                                             | 10                                                            | 11                                                            | 12                                                            | 13                                                            | 14                                                            |                                                               |
| ------------------------------------------------------------- | ------------------------------------------------------------- | ------------------------------------------------------------- | ------------------------------------------------------------- | ------------------------------------------------------------- | ------------------------------------------------------------- | ------------------------------------------------------------- | ------------------------------------------------------------- | ------------------------------------------------------------- | ------------------------------------------------------------- | ------------------------------------------------------------- | ------------------------------------------------------------- | ------------------------------------------------------------- | ------------------------------------------------------------- | ------------------------------------------------------------- | ------------------------------------------------------------- |
| Positie:                                                      | 47                                                            | 34                                                            | 27                                                            | 25                                                            | 11                                                            | 10                                                            | 16                                                            | 12                                                            | 15                                                            | 23                                                            | 31                                                            | 46                                                            | 48                                                            | 37                                                            | uit                                                           |

#### Nederlandse Top 40
| Hitnotering in de Nederlandse Top 40: | Hitnotering in de Nederlandse Top 40: | Hitnotering in de Nederlandse Top 40: | Hitnotering in de Nederlandse Top 40: | Hitnotering in de Nederlandse Top 40: | Hitnotering in de Nederlandse Top 40: | Hitnotering in de Nederlandse Top 40: | Hitnotering in de Nederlandse Top 40: | Hitnotering in de Nederlandse Top 40: | Hitnotering in de Nederlandse Top 40: | Hitnotering in de Nederlandse Top 40: | Hitnotering in de Nederlandse Top 40: | Hitnotering in de Nederlandse Top 40: | Hitnotering in de Nederlandse Top 40: |
| Week:                                 | 1                                     | 2                                     | 3                                     | 4                                     | 5                                     | 6                                     | 7                                     | 8                                     | 9                                     | 10                                    | 11                                    | 12                                    |                                       |
| ------------------------------------- | ------------------------------------- | ------------------------------------- | ------------------------------------- | ------------------------------------- | ------------------------------------- | ------------------------------------- | ------------------------------------- | ------------------------------------- | ------------------------------------- | ------------------------------------- | ------------------------------------- | ------------------------------------- | ------------------------------------- |
| Positie:                              | 37                                    | 24                                    | 18                                    | 14                                    | 11                                    | 12                                    | 22                                    | 25                                    | 31                                    | 31                                    | 35                                    | 32                                    | uit                                   |

#### EvergreenTop 1000
| Evergreen Top 1000 "Respect" | Evergreen Top 1000 "Respect" | Evergreen Top 1000 "Respect" | Evergreen Top 1000 "Respect" | Evergreen Top 1000 "Respect" | Evergreen Top 1000 "Respect" | Evergreen Top 1000 "Respect" | Evergreen Top 1000 "Respect" | Evergreen Top 1000 "Respect" | Evergreen Top 1000 "Respect" | Evergreen Top 1000 "Respect" |
| Jaar                         | 2008                         | 2009                         | 2010                         | 2011                         | 2012                         | 2013                         | 2014                         | 2015                         | 2016                         | 2017                         |
| ---------------------------- | ---------------------------- | ---------------------------- | ---------------------------- | ---------------------------- | ---------------------------- | ---------------------------- | ---------------------------- | ---------------------------- | ---------------------------- | ---------------------------- |
| Positie                      | -                            | -                            | -                            | -                            | -                            | -                            | -                            | 927                          | 862                          | -                            |

#### NPO Radio 2 Top 2000
| Nummer met noteringen in de NPO Radio 2 Top 2000 | '99 | '00 | '01 | '02 | '03 | '04 | '05 | '06 | '07 | '08 | '09 | '10 | '11 | '12 | '13 | '14 | '15 | '16 | '17 | '18 | '19 | '20 | '21 | '22 | '23 | '24 |
| ------------------------------------------------ | --- | --- | --- | --- | --- | --- | --- | --- | --- | --- | --- | --- | --- | --- | --- | --- | --- | --- | --- | --- | --- | --- | --- | --- | --- | --- |
| Respect (Aretha Franklin)                        | 402 | 447 | 518 | 409 | 314 | 254 | 418 | 588 | 313 | 367 | 715 | 342 | 434 | 665 | 598 | 782 | 813 | 790 | 842 | 245 | 346 | 418 | 446 | 632 | 574 | 863 |

1. ↑  Een vetgedrukt getal geeft de hoogste notering aan.

## Andere versies
- De Amerikaanse rock-'n-rollgroep The Rationals nam een versie van "Respect" op, die in 1966 de 92ste plaats in de Billboard Hot 100 bereikte.[12] De blaaspartijen werden daarbij door Steve Correll en Terry Trabandt gezongen.[13]
- De Britse popgroep Dexys Midnight Runners coverde "Respect" tijdens optredens.[14]
- De Amerikaanse houseartieste Adeva bereikte in februari 1989 met haar vertolking van "Respect" de 22ste plaats in de Nederlandse Top 40 en de zeventiende plaats in de UK Singles Chart.
- Stevie Wonder nam een versie van "Respect" op, die in 2000 verscheen op het compilatiealbum Millennium Edition.[15] Ook Minnie Riperton, met wie Wonder veel samenwerkte in de jaren zeventig, nam een eigen versie op.
- In de eerste aflevering van de dramaserie Glee, uitgezonden op 19 mei 2009, werd "Respect" gecoverd.